# پرواز در قفس
پرواز در قفس فیلمی به کارگردانی حبیب کاووش و نویسندگی بهمن زرین‌پور محصول سال ۱۳۵۷ است. این فیلم دومین ساخته حبیب کاوش می‌باشد. ساخت فیلم پیش از انقلاب ۱۳۵۷ آغاز شد اما پس از انقلاب، با دستکاری‌هایی در گفتار فیلم، در نوروز ۱۳۵۹ به نمایش درآمد.

## خلاصه داستان
رباب کلفت خانهٔ سعادت است. دختر او مریم و سهراب، پسر سعادت، به هم علاقه‌مند می‌شوند. روزی آن دو توسط ژاندارم‌ها گرفتار می‌شوند و سعادت، پس از ضمانت آن دو، پسرش را از ادامهٔ رابطه با مریم منع می‌کند و برای جلوگیری از رابطهٔ آنها دو نفر را مأمور می‌کند تا سهراب را زیر نظر بگیرند. سهراب به رابطه اش با مریم ادامه می‌دهد و به هشدارهای پدر وقعی نمی‌گذارد. پدر مریم نیز همسر و دخترش را، از ادامهٔ این رابطه، ملامت می‌کند. سهراب و مریم، تصمیم می‌گیرند از خانه بگریزند. آن دو، قبل از حرکت، از غذاهای آلوده به سمی می‌خورند که مادر سهراب به سگ‌های ولگرد محله می‌خوراند. سهراب و مریم بالای چرخ و فلک در کنار هم جان می‌دهند.

## بازیگران
- سعید کنگرانی در نقش سهراب
- فرزانه داوری در نقش مریم
- فخری خوروش در نقش رباب
- عنایت‌الله بخشی در نقش پدر مریم
- توران مهرزاد در نقش مادر سهراب
- منوچهر فرید در نقش پدر سهراب
- طاطایی
- ملیحه کمالی
- محمد مسچی
- جلال عالی‌فکر
- علی شعاعی